# Calea ferată Sântana-Brad
Calea ferată Sântana-Brad (secția secundară CFR 317) este o cale ferată ce face legătura între localitățile Sântana (județul Arad) și Brad (județul Hunedoara). Linia are o lungime de 144 km, este simplă și neelectrificată. Tronsonul a fost construit între anii 1876 - 1896, fiind inaugurat pe 6 decembrie 1896. Principalele localități deservite sunt Sântana, Pâncota, Ineu, Sebiș și Brad. În 2010 traficul era asigurat de compania Reogiotrans devenită în prezent Regio Călători.
Începând cu anul 2021, traficul de călători pe acest tronson este asigurat de compania CFR Călători.
Clădirea gării din Brad a fost declarată monument istoric, având codul LMIHD-II-m-B-03-265. Arhitectura gării este unică în țară, o construcție asemănătoare existând în orașul Tirol din Austria. În prezent, cladirea este in curs de renovare.
Din stația Brad, calea ferată continua spre localitatea Mintia prin calea ferată Mintia-Brad. Lucrările la acest tronson au demarat în anul 1939, au fost întrerupte în 1945 și reluate în 1979, calea ferată fiind inaugurată în 1988. În anul 1997, în urma unor alunecări de teren, acest tronson a fost închis.

## Construcție

Gara Brad la începutul secolului al XX-lea

În anul 1873 baronul Boroș Beniamin, proprietar al satului Gurahonț și inginer de profesie, realizează proiectul căii ferate. Acesta este publicat în anul următor și ulterior este aprobat de guvernul maghiar pe 24 mai 1875.
Pentru construcția tronsonului Arad - Sântana - Pâncota - Ineu a fost înființată societatea AKV (Arad - Körösvolgy - Vasut), adică Societatea Căii Ferate Arad - Valea Crișului Alb și încredințată inginerului Beni Zelenay Boroș. Societatea obține de la Parlamentul din Budapesta concesiunea construcției căii ferate simple Arad - Brad, cu o ramură Ineu - Cermei.
Construcția primului sector s-a realizat în trei etape:
1. Arad - Sântana - Pâncota (41,4 km), inaugurat la 1 februarie 1877;
2. Pâncota - Ineu (21,3 km), inaugurat la 10 mai 1877;
3. Ineu - Sebiș (27,2 km), inaugurat la 25 septembrie 1881.

După 1881, din cauza problemelor financiare cu care s-a confruntat societatea, lucrările au stagnat. Soluția a venit în anul 1884 când societatea falimentară a fuzionat cu Societatea Căii Ferate Arad - Cenad, unindu-și resursele financiare sub denumirea de Societatea Căilor Ferate Unite Arad - Cenad, condusă de același Beni Zelenay Boroș, care a continuat lucrările la calea ferată:
1. Sebiș - Gurahonț (22,6 km), inaugurat la 5 decembrie 1889;
2. Gurahonț - Hălmagiu (25,9 km), inaugurat la 7 noiembrie 1895;
3. Hălmagiu - Brad (28,8 km), inaugurat la 6 decembrie 1896.

În anul 1892 a fost finalizat singurul tunel al traseului, tunelul Vârfurile.
Din 1896 până la 1 ianuarie 1923 exploatarea liniei a aparținut Societății Căilor Ferate Unite Arad - Cenad, după care a trecut în administrația Căilor Ferate Române.